# Andrena laticalcar
Andrena laticalcar là một loài Hymenoptera trong họ Andrenidae. Loài này được Osytshnjuk mô tả khoa học năm 1985.